# Sýkoř
Sýkoř je výrazný kopec, nacházející se 1,5 km severně od obce Synalov v okrese Brno-venkov, a také stejnojmenná přírodní památka.

## Ochrana přírody
Důvodem ochrany jsou poslední zbytky rozlehlejších typických bučin a bučin s javorem klenem (Fageta typica a Fageta acerosa) ve 4. bukovém vegetačním stupni v přirozeném stavu včetně bylinného podrostu. Lokalita je zařazena v ÚSES jako biocentrum regionálního významu. Prostor památky zahrnuje vrchol a svahy stejnojmenného vrchu o nadmořské výšce 705 metrů, náležející do Hornosvratecké vrchoviny.

## Fotogalerie

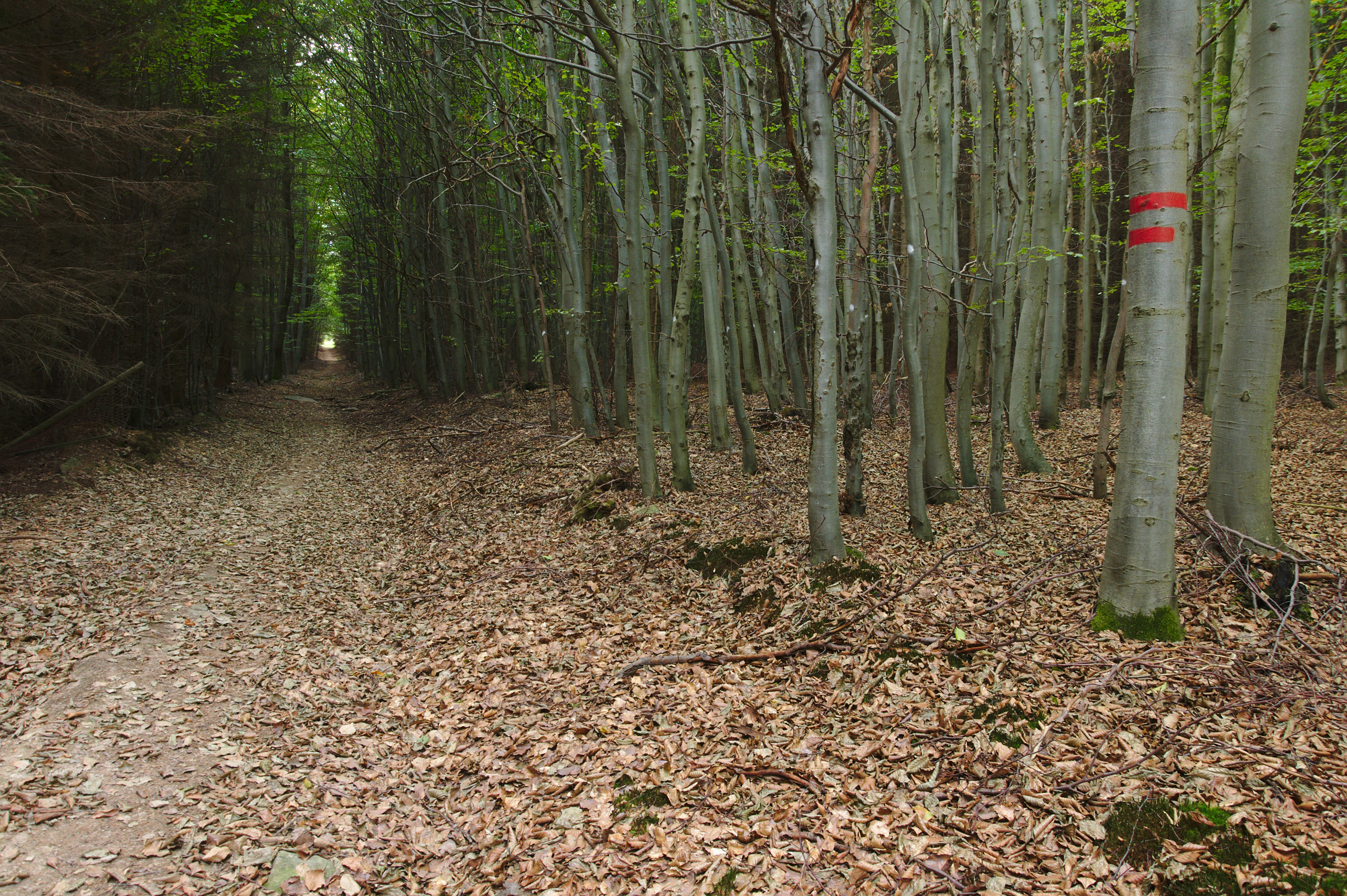
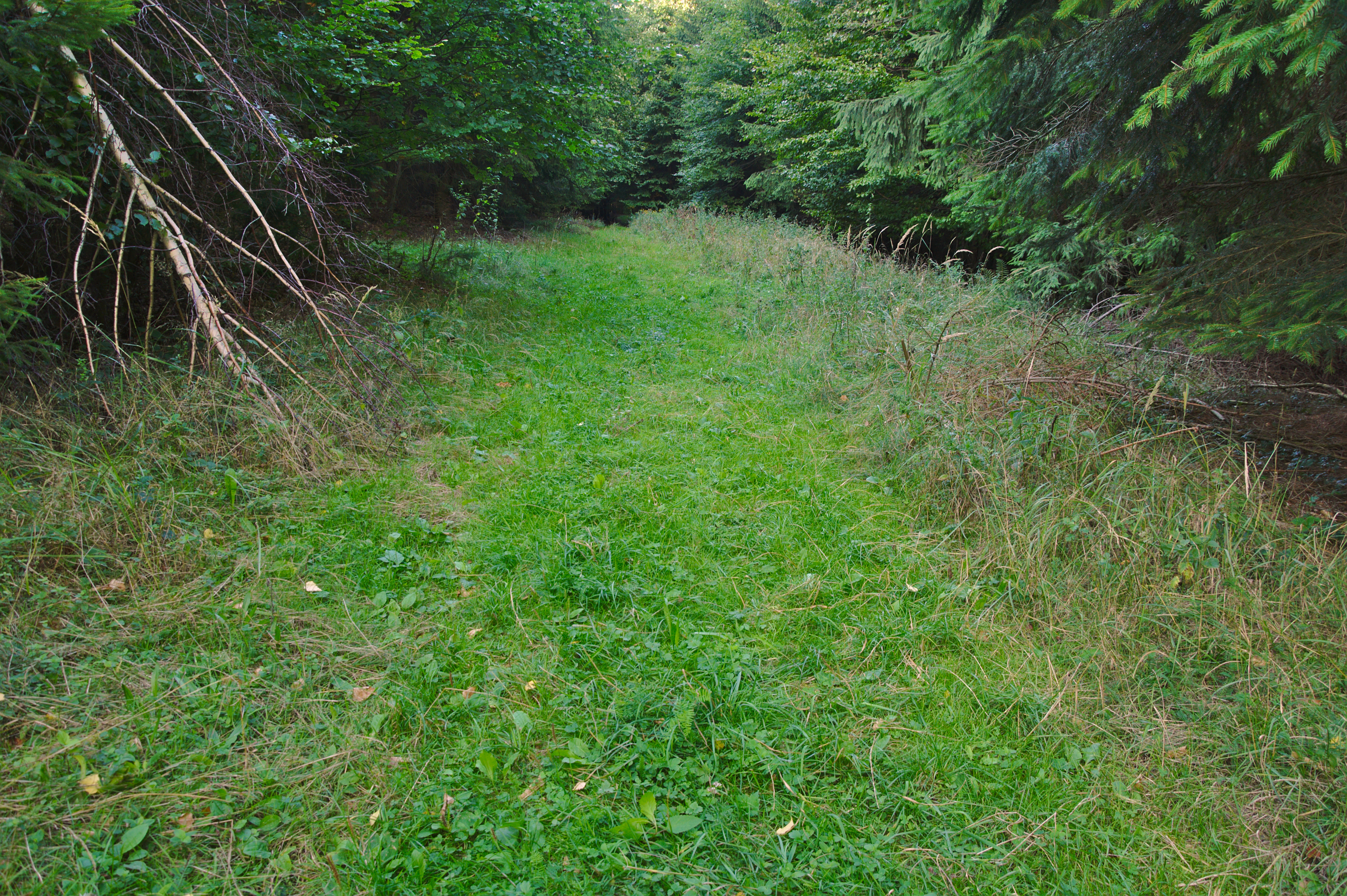
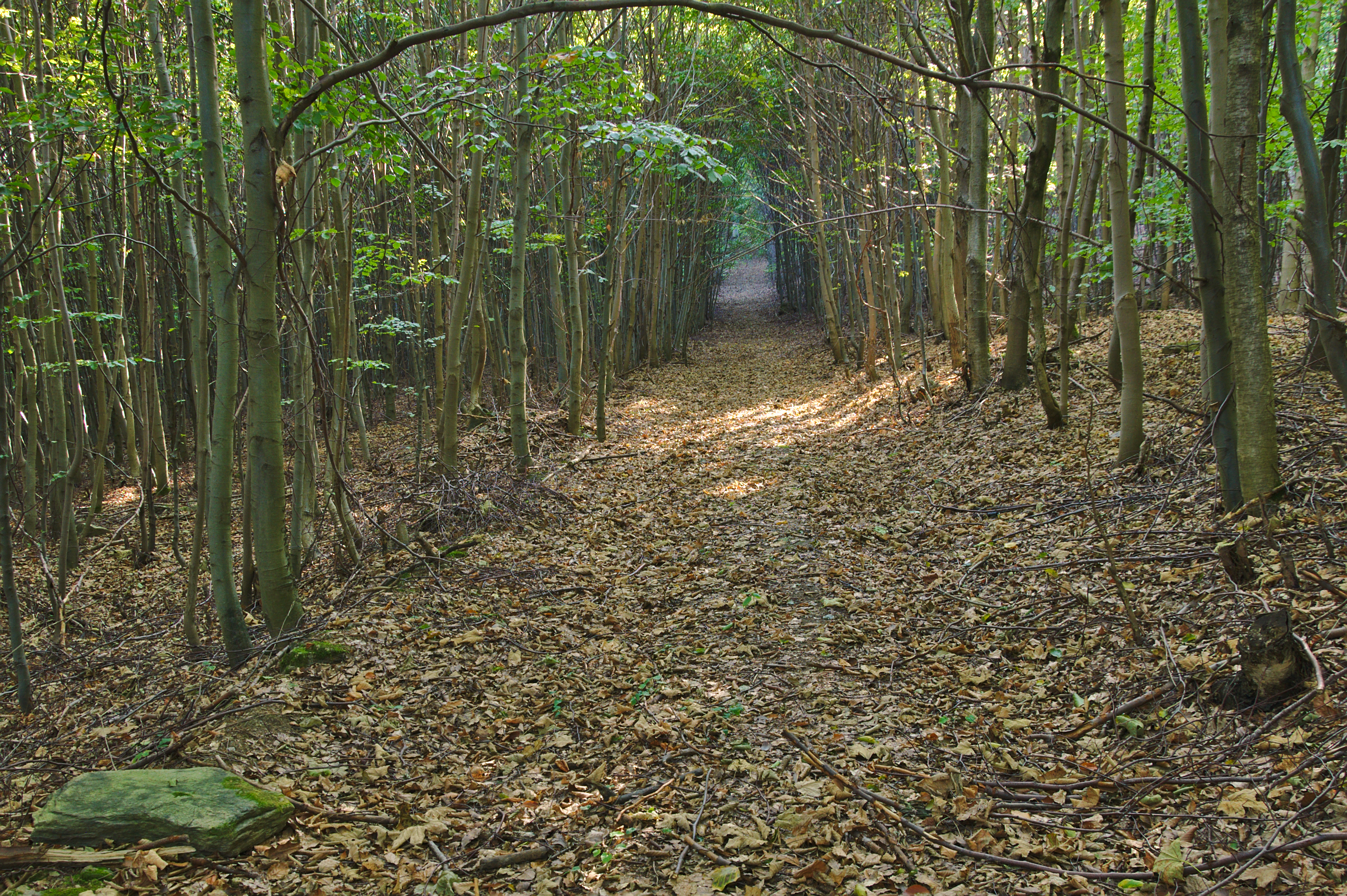
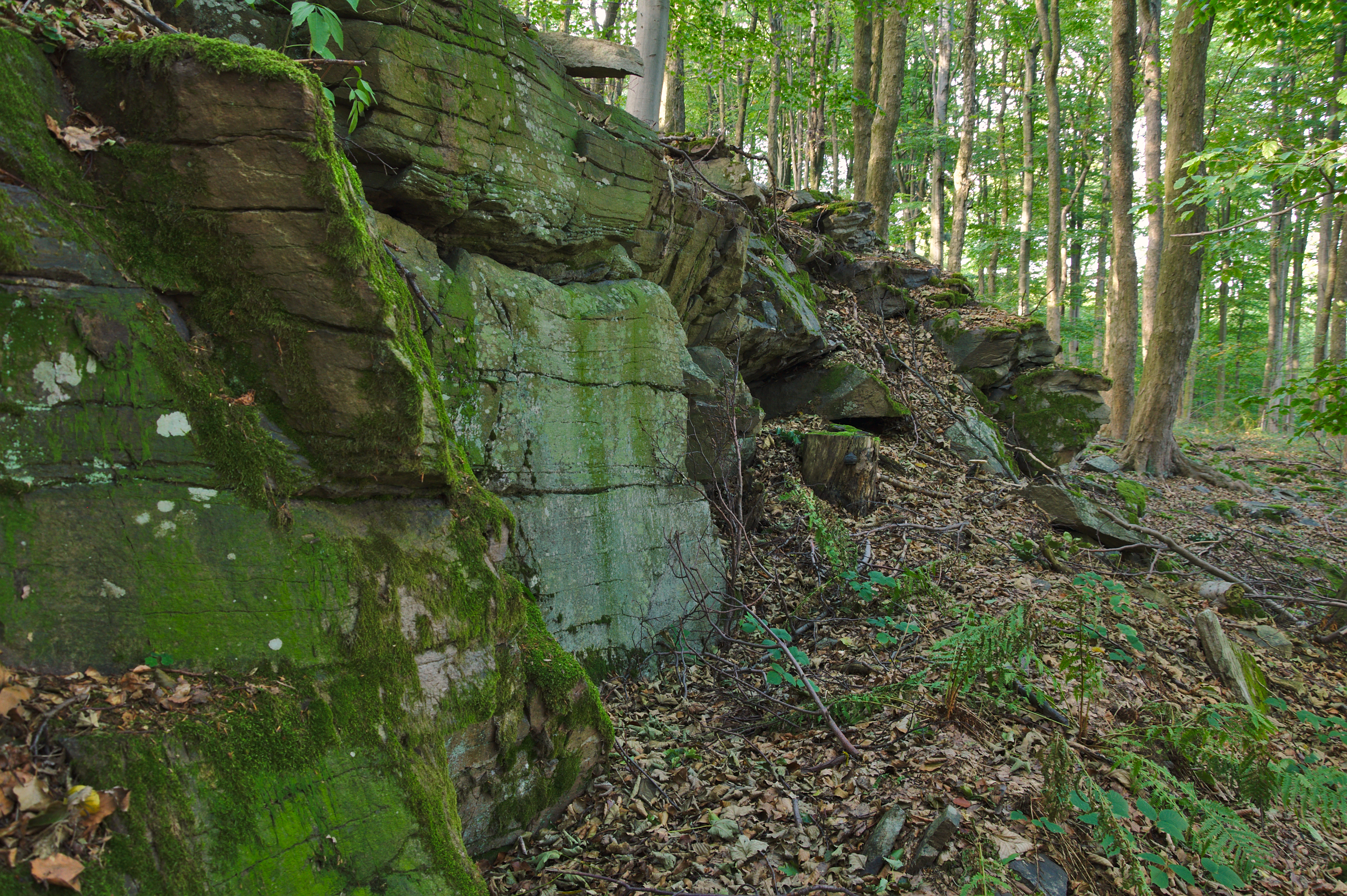